# Astrotricha obtusifolia
Astrotricha obtusifolia là một loài thực vật có hoa trong Họ Cuồng. Loài này được Gand. mô tả khoa học đầu tiên năm 1912 publ. 1913.